# Kwandong hockeycenter
Kwandong hockeycenter är en ishall i kuststaden Gangneung i Sydkorea. Arenan började att byggas i juni 2014 och blev klar i februari 2017. Under olympiska vinterspelen 2018 är Kwandong hockeycenter en av två spelplatser för ishockey.
Division II grupp A i världsmästerskapet i ishockey för damer 2017 spelades i arenan.